# Rhamphochromis ferox
Rhamphochromis ferox là một loài cá thuộc họ Cichlidae. Nó được tìm thấy ở Malawi, Mozambique, and Tanzania. Môi trường sống tự nhiên của chúng là intermittent hồ nước ngọt.